# Metacatharsius bateke
Metacatharsius bateke là một loài bọ cánh cứng trong họ Bọ hung (Scarabaeidae).